# Jesus is Dead
Jesus Is Dead è un EP della band Hardcore punk The Exploited pubblicato nel 1986 dalla Rough Justice Records.
I brani sono parte di quelli contenuti in Death Before Dishonour che verrà pubblicato l'anno dopo.
Il sound richiama al thrash metal genere principale di Death Before Dishonour quindi questo album può essere considerato un'anticipazione al cambiamento di genere (dall'hardcore punk al thrash metal) che ci sarà poi nell'album successivo.

## Tracce
1. Drug Squad Man
2. Privacy Invasion
3. Jesus Is Dead
4. Politicians

## Formazione
- Wattie Buchan - voce
- Nigel - chitarra e voce
- Wayne Tyas - basso e voce
- Willie Buchan - batteria